# Шэнь Цзицзи
Шэнь Цзицзи́ (кит. трад. 沈既濟; 750 — ок. 800) — китайский писатель эпохи Тан.
Автор широко известной и неоднократно переводившейся на русский язык новеллы «Жизнеописание Жэнь» (кит. 任氏傳), главная героиня которой Жэнь, лиса-оборотень, обладает лучшими человеческими качествами, она — верная и преданная супругу жена. Муж Жэнь не подозревает о лисьей сущности жены до самой её смерти.
Сюжет другой его новеллы «Волшебное изголовье» повествует о вещем сне даоса Люй. Впоследствии этот сюжет применительно к Люй Дунбиню разрабатывался китайскими драматургами Ма Чжиюанем, Су Ханьином и другими.